# ابوعبدالله محمد اصولی
ابوعبدالله محمد بن ابراهیم مهری بجایی شهرت‌یافته به اصولی (؟ -۱۲۱۶م)فقیه، محدث، قاضی و فیلسوف الجزایری و فرزند عبدالرحمان اصولی بود. در سال ۵۹۳ق با ابن رشد آشنا شد. «تقیید فی الشعراء العمرانیین» از آثار اوست.